# Kanton Brioude-Nord
Kanton Brioude-Nord (fr. Canton de Brioude-Nord) je francouzský kanton v departementu Haute-Loire v regionu Auvergne. Tvoří ho devět obcí.

## Obce kantonu
- Beaumont
- Bournoncle-Saint-Pierre
- Brioude (severní část)
- Cohade
- Lamothe
- Paulhac
- Saint-Beauzire
- Saint-Géron
- Saint-Laurent-Chabreuges